# Roger Corless
Roger Jonathan Corless, sein Dharma-Name Lhundup Tashi (* 26. Juni 1938 in Merseyside, Vereinigtes Königreich; † 12. Januar 2007 in San Francisco, Kalifornien) war ein katholischer Hochschullehrer für Religionswissenschaften an der Duke University. Er hatte ferner verschiedene Gastprofessuren an der University of North Carolina in Chapel Hill, der Stanford University, der Chaminade University in Honolulu, dem California Institute of Integral Studies, der University of California, Berkeley und dem Institute of Buddhist Studies inne. 

## Leben und Wirken
Noch bevor Corless Theologie zu studieren begann, war er für ein Universitätsstudium der Tiermedizin am Royal Veterinary College (RCV) in London immatrikuliert.
Roger Corless studierte zunächst am King’s College in London und beendete das Studium im Jahr 1961 erfolgreich mit einem Bachelor of Divinity B.D., um dann an der University of Wisconsin-Madison zu promovieren (Ph.D.). Seine besonderen Interessen galten dem Amitabha-Buddhismus, der christlichen Spiritualität und dem buddhistisch-christlichen Dialog. 
Nachdem er im Jahre 1964 in die Vereinigten Staaten gekommen war, erhielt er die Taufe und ließ sich in die römisch-katholische Kirche aufnehmen. Er verlegte seinen Lebensmittelpunkt deshalb in die Vereinigten Staaten von Amerika, da Corless in Großbritannien keine Universität für ein Studium des Buddhismus finden konnte. In einem Programm an der Universität von Wisconsin promovierte er im Jahre 1973 dann in Buddhismuskunde. Hiernach wechselte er die Fakultät und ging an das Institut für Religion an der Duke University.
Im Jahre 1980 zog Corless Roger sich unter der Anleitung von Geshela Lhundup Sopaals (1923–2014) in ein Retreat als Gelugpa-Buddhist zurück, nachdem er zuvor die Erlaubnis seines katholischen spirituellen Direktors erhalten hatte.
Corless war Mitbegründer der Society for Buddhist-Christian Studies und ihrer Zeitschrift, der Buddhist-Christian Studies (verlegt vom University of Hawaii Press). Er veröffentlichte etliche Arbeiten, darunter The Vision of Buddhism und mehr als sechzig wissenschaftliche Artikel. Auch setzte er sich mit Fragen der Queer-Theologie auseinander.
Roger Corless verstarb an den Folgen eines malignen Krankheitsgeschehens.

## Publikationen (Auswahl)
- The Art of Christian Alchemy: Transfiguring the Ordinary through Holistic Meditation. Paulist Press, Mahwah, NJ 1981.
- I am Food: The Mass in Planetary Perspective. Wipf and Stock, 2004, zuerst bei Crossroad, 1981.
- The Vision of Buddhism: The Space under the Tree. Paragon House, 1989.
- Buddhist Emptiness and Christian Trinity: Essays and Explorations. zusammen mit Paul F. Knitter, Paulist Press,  Mahwah, NJ 1990.
- An Essay on the Place of the Text in Buddhist and Christian Formation.  Studies in Formative Spirituality XIV:1 (February 1993), 31–40.
- The Coming of the Dialogian: A Transpersonal Approach to Interreligious Dialogue. Dialogue and Alliance: A Journal of the International Religious Foundation 7:2 (Fall/Winter 1993), 3–17.
- A Buddhist Understanding of HIV/AIDS.  Religion in the Age of AIDS: Strategy and Theology from the AIDS & Religion in America Convention (San Francisco: Public Media Center; Washington DC: AIDS National Interfaith Network, 1999), pages 59–63.
- Towards a Queer Dharmology of Sex. Culture and Religion 5:2 (July 2004), 229–243 ( auf gaybuddhist.org)
- Many Selves, Many Realities: The Implications of Heteronymy and the Plurality of Worlds Theory for Multiple Religious Belonging. 6. Oktober 2002 ( auf pcts.org)